# Claus von Carnap-Bornheim

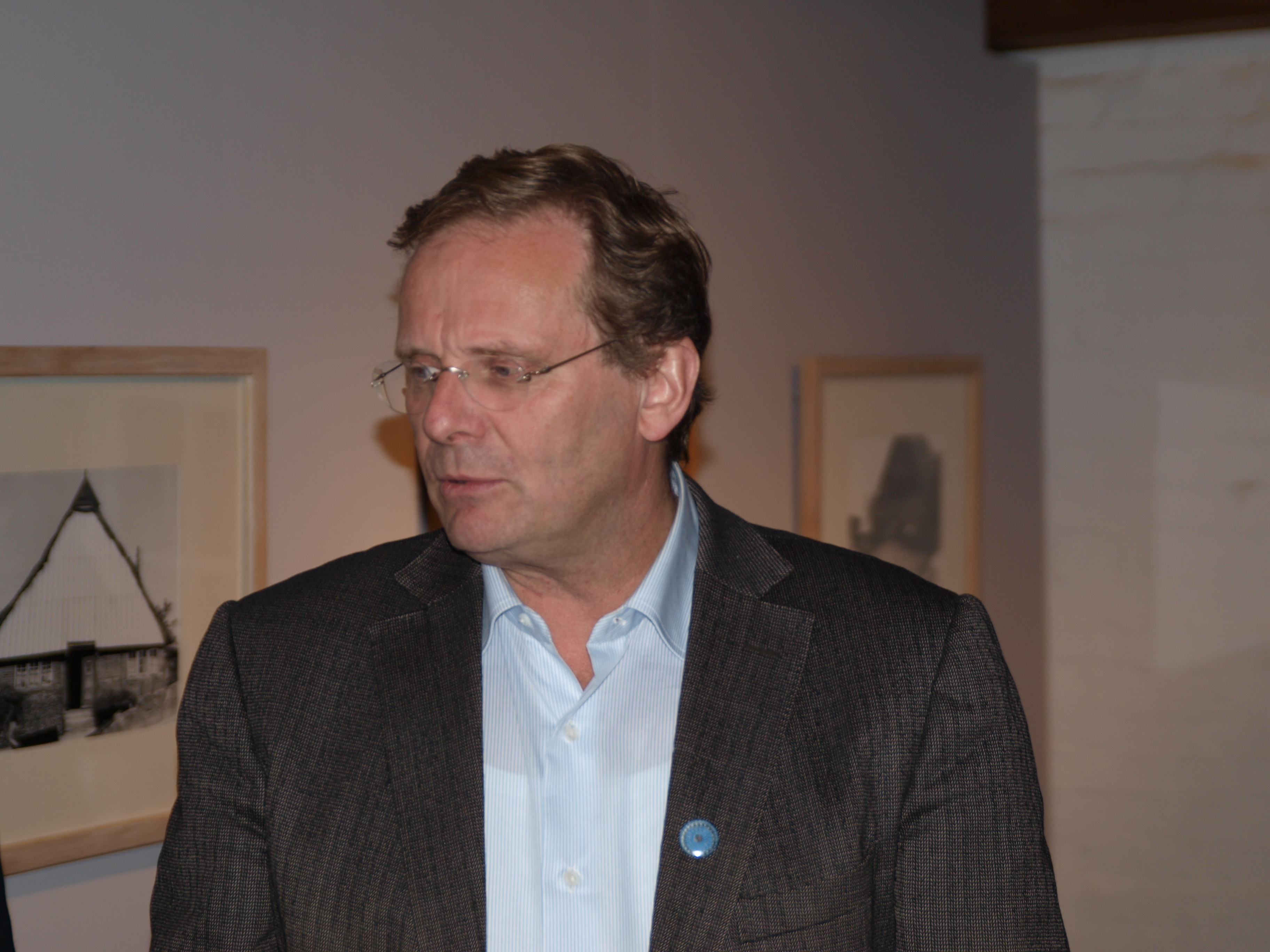
Claus von Carnap-Bornheim

Claus von Carnap-Bornheim (* 10. November 1957 in Treysa) ist ein deutscher Prähistoriker.

## Werdegang
Claus von Carnap-Bornheim wurde 1990 an der Universität Marburg promoviert. Ab 1985 war er Mitarbeiter des Illerup-Projektes des Moesgaard Museum bei Aarhus in Dänemark. Ab Juni 1993 war er Wissenschaftlicher Mitarbeiter am Vorgeschichtlichen Seminar der Universität Marburg, wo er sich 1997 habilitierte und zum Hochschuldozenten ernannt wurde. Ab Oktober 1999 hatte er eine Professur für Ur- und Frühgeschichte an der Universität Kiel inne, zugleich wurde er Direktor des Archäologischen Landesmuseums Schloss Gottorf in Schleswig und Vorstand der Stiftung Schleswig-Holsteinische Landesmuseen. Von 2004 bis 2018 war von Carnap-Bornheim Direktor des Archäologischen Landesamtes von Schleswig-Holstein. Von Juni 2009 bis September 2022 war er Leitender Direktor der Stiftung Schleswig-Holsteinische Landesmuseen Schloss Gottorf, dazu ab 2008 Direktor des Zentrum für Baltische und Skandinavische Archäologie. Ende September 2022 trat er in den Ruhestand.
Seine Forschungsschwerpunkte sind die Archäologie Mittel- und Nordeuropas des 1. Jahrtausends, Moorfunde Südskandinaviens, die Kommunikationswege und -beziehungen nordeuropäischer Eliten der ersten Jahrhunderte nach Christi Geburt, die Verbreitung römischer Militaria im Barbaricum und die frühmittelalterliche Siedlung in Haithabu.

## Auszeichnungen und Mitgliedschaften
- 1993 Mitglied von Jysk Arkæologisk Selskab
- 1999 Korrespondierendes Mitglied des Deutschen Archäologischen Instituts
- 2001 Ordentliches Mitglied des Deutschen Archäologischen Instituts
- 2001–2011 Mitglied des Beirats der Römisch-Germanischen Kommission des Deutschen Archäologischen Instituts
- 2012 Korrespondierendes Mitglied der Mainzer Akademie der Wissenschaften und der Literatur
- 2016 Mitglied der Kungliga Vitterhets Historie och Antikvitets Akademien, Stockholm
- 2016 Ritter 1. Klasse des schwedischen Nordstern-Ordens[2]
- 2017 Ritter des dänischen Dannebrogordens wegen seiner Verdienste um die Wissenschaft in Dänemark.[3]
- 2018 Verdienstkreuz erster Klasse des Verdienstordens der Bundesrepublik Deutschland[4]
- 2019 Ehrendoktorwürde der Universität Budapest[5]
- 2023 Ehrendoktorwürde der Universität Warschau[6]
- 2024 Ordentliches Mitglied des Archäologischen Instituts der Slowakischen Akademie der Wissenschaften
- 2024 Verleihung des European Heritage Prize durch die European Association of Archaeologists

## Schriften (Auswahl)
- Die Schwertriemenbügel aus dem Vimose (Fünen). Zur Typologie der Schwertriemenbügel der römischen Kaiserzeit im Barbarikum und in den römischen Provinzen (= Kleine Schriften aus dem Vorgeschichtlichen Seminar der Philipps-Universität Marburg. 38). Elwert, Marburg 1991 (Digitalisat).
- Illerup Ådal. Aarhus University Press, Århus 1996;
  - 5: mit Jørgen Ilkjær: Die Prachtausrüstungen (= Jysk Arkaeologisk Selskabs skrifter. 25, 5). Textband. 1996, ISBN 87-7288-581-5;
  - 6: mit Jørgen Ilkjær: Die Prachtausrüstungen. Katalog, Fundlisten und Literatur (= Jysk Arkaeologisk Selskabs skrifter. 25, 6). Textband.  1996, ISBN 87-7288-581-5;
  - 7: mit Jørgen Ilkjær: Die Prachtausrüstungen (= Jysk Arkaeologisk Selskabs skrifter. 25, 7). Tafelband. 1996, ISBN 87-7288-581-5;
  - 8: mit Jørgen Ilkjær: Die Prachtausrüstungen. Grabungsdokumentation und Fundliste (= Jysk Arkaeologisk Selskabs skrifter. 25, 8). 1996, ISBN 87-7288-581-5.
- Hans Jürgen Eggers und der Weg aus der Sackgasse der ethnischen Deutung. In: Heiko Steuer (Hrsg.): Eine hervorragend nationale Wissenschaft. Deutsche Prähistoriker zwischen 1900 und 1995 (= Ergänzungsbände zum Reallexikon der germanischen Altertumskunde. Bd. 29). de Gruyter, Berlin u. a. 2001, ISBN 3-11-017184-8, S. 173–197.
- Der Trachtschmuck, die Gürtel und das Gürtelzubehör. In: Jaroslav Peška, Jaroslav Tejral: Das germanische Königsgrab von Mušov in Mähren (= Römisch-Germanisches Zentralmuseum. Monographien. 55). Verlag des Römisch-Germanischen Zentralmuseums u. a., Mainz 2002, ISBN 3-88467-076-X, Band 1, S. 311–513; Band 3, S. 516–680.

Herausgeber
- mit Jørgen Ilkjær, Andrzej Kokowski und Piotr Łuczkiewicz: Bewaffnung der Germanen und ihrer Nachbarn in den letzten Jahrhunderten vor Christi Geburt. Wydawnictwo Uniwersytetu Marii Curie-Skłodowskiej, Lublin 2002, ISBN 83-227-1991-4.
- Kontakt – Kooperation – Konflikt. Germanen und Sarmaten zwischen dem 1. und dem 4. Jahrhundert nach Christus (= Schriften des Archäologischen Landesmuseums. Ergänzungsreihe 1 = Veröffentlichung des Vorgeschichtlichen Seminars Marburg. Sonderbd. 13). Wachholtz, Neumünster 2003, ISBN 3-529-01871-6.
- mit Herwig Friesinger: Wasserwege. Lebensadern – Trennungslinien (= Schriften des Archäologischen Landesmuseums. Ergänzungsreihe 3). Wachholtz, Neumünster 2005, ISBN 3-529-01873-2.
- mit Dirk Krausse und Anke Wesse: Herrschaft, Tod, Bestattung. Zu den vor- und frühgeschichtlichen Prunkgräbern als archäologisch-historische Quelle (= Universitätsforschungen zur prähistorischen Archäologie. 139). Habelt, Bonn 2006, ISBN 3-7749-3473-8.
- mit Christian Radtke: Es war einmal ein Schiff. Archäologische Expeditionen zum Meer. Marebuchverlag, Hamburg 2007, ISBN 978-3-86648-053-7.
- mit Martin Segschneider: Die Schleiregion. Land – Wasser – Geschichte (= Führer zu archäologischen Denkmälern in Deutschland. 49). Theiss, Stuttgart 2007, ISBN 978-3-8062-2138-1.
- mit Matthias Wemhoff, Studien zur Siedlungsgeschichte und Archäologie der Ostseegebiete.